# Жозі Бартель (стадіон)
«Жозі Бартель» (люксемб. Stade Josy-Barthel, фр. і нім. Stade Josy Barthel) — мультиспортивний стадіон в місті Люксембурзі однойменної держави, побудований в 1928 році, нинішню назву носить з липня 1993 року.
Стадіон є місцем проведення домашніх матчів збірної Люксембургу з футболу, крім цього є головним спортивним майданчиком люксембурзького спортивного товариства «Спора» (фр. CAL Spora Luxembourg), членами якого є 400 осіб, що робить його найбільшим у місті. Стадіон названий на честь люксембурзького легкоатлета Жозі Бартеля, що виграв у 1952 році олімпійську золоту нагороду в забігу на 1500 метрів.